# Csányi Piroska
Csányi Piroska, Berey Gézáné, Bereyné  (álneve: Berry Scarlett; Kassa, 1909. február 23. – Budapest, 1981. július 2.) magyar író, újságíró. Csányi Mátyás leánya.

## Élete és munkássága
Aradon végezte a felsőbb leányiskolát. 1930-ban Manillai szerenád c. novellájával díjat nyert a Brassói Lapok novellapályázatán. Újságírói pályáját az Aradi Közlönynél kezdte, majd 1933-tól Szatmáron lett a Szatmári Újság, Szamos, Reggeli Lapok munkatársa. A sivatag hangja c. romantikus kalandregénye 1936-ban a Brassói Lapok (Ajándékregénytár 21.), A gyöngysoros asszony c. regénye 1937-ben a szatmári Reggeli Lapok kiadásában jelent meg.
1938-tól férjével, Berey Gézával a szegedi Délmagyarország c. napilap belső munkatársa lett. 1940-ben megjelent Berry Scarlett álnéven a Kísértet farmja c. regénye. Magyarország német megszállása napján (1944. március 19.) letartóztatták és bebörtönözték, szabadulása után (1944. november) sokat tett a Délmagyarország újraindításáért. A fordulat éve után Budapestre költözött, visszavonultan élt az 1950-es években, majd ismét megjelentek írásai különböző budapesti lapokban. A Délmagyarország sokáig közölte Pesti levelek c. sorozatát.

## Művei
- Bereyné Csányi Piroska: A sivatag hangja. Regény; Lap- és Könyvkiadó, Braşov-Brassó, 1935 (Ajándékregénytár)
- Scarlett Berry: A kísértet farmja. Regény; szerzői, Bp., 1940